# Walkure

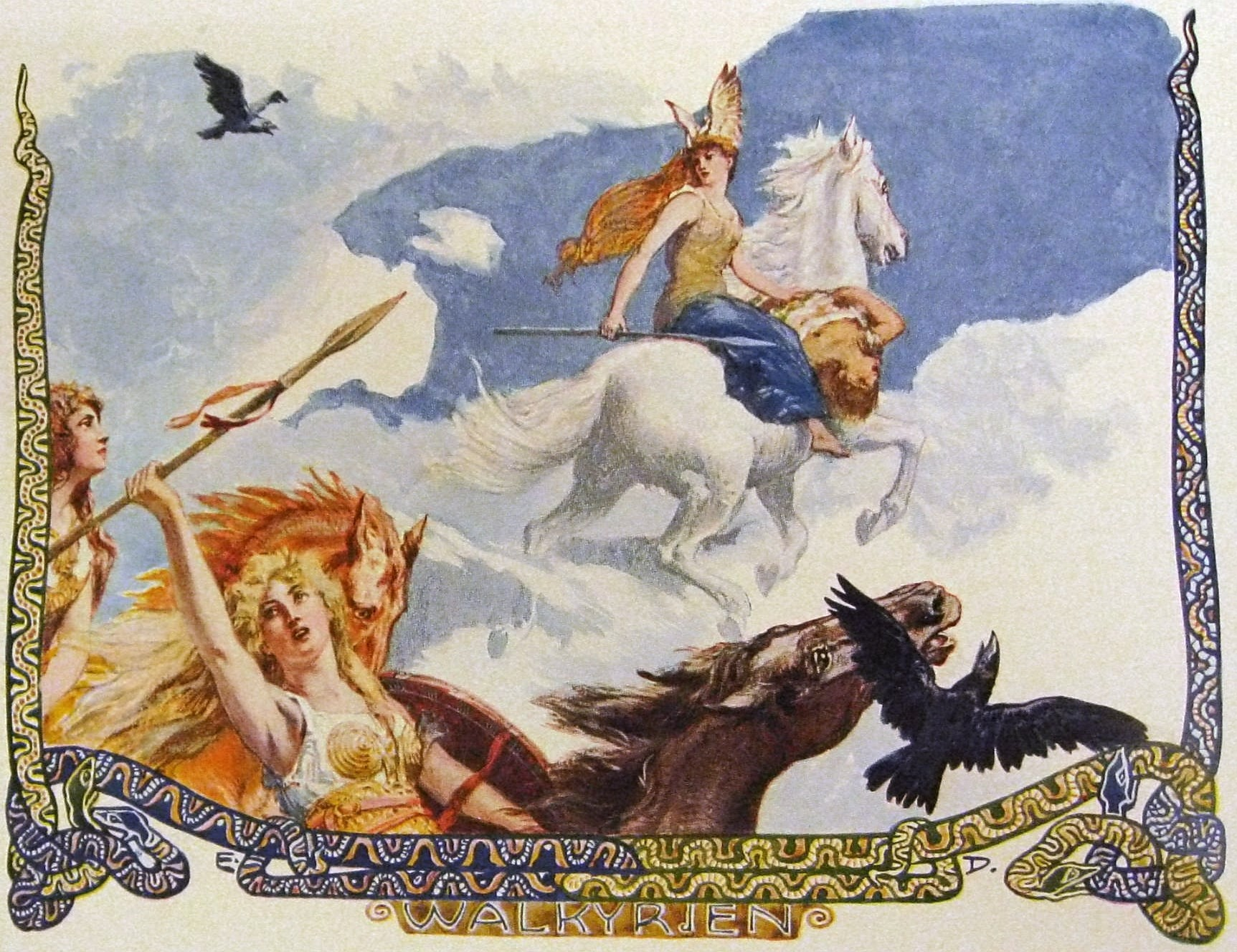
Een Walkure rijdt op een paard en draagt het lichaam van een dode man, naast haar twee raven en nog twee Walkuren

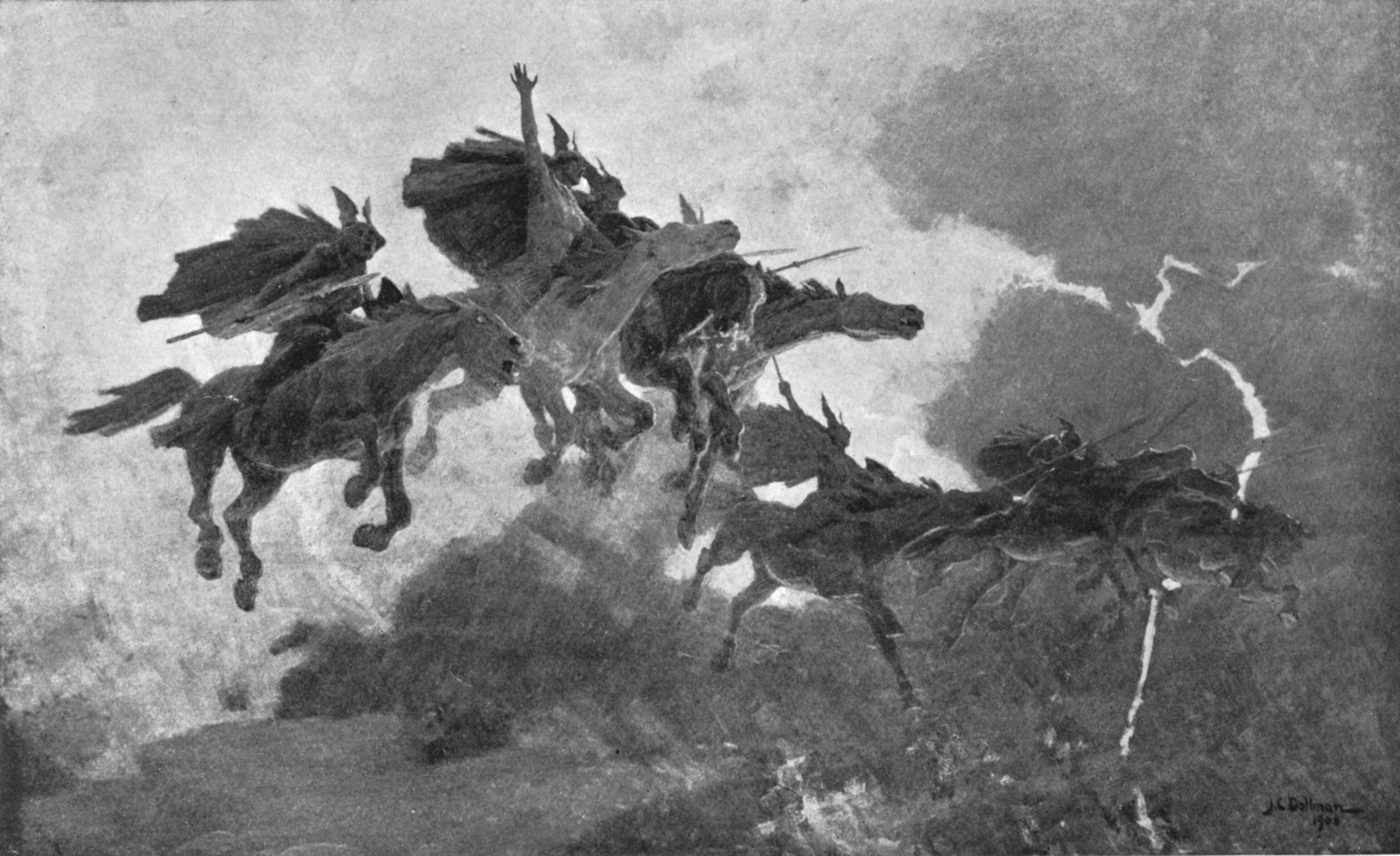
De Walkuren

De Walkuren (Oudnoords valkyrjar) zijn strijdgodinnen uit de Noordse mythologie. Oorspronkelijk waren het grimmige doods- en oorlogsgodinnen, die op de rug van hellehonden de slagvelden afstroopten op zoek naar gevelde (gevallen) helden, die als boodschapsters voor Odin dienst konden doen voor de eindstrijd tijdens ragnarok. 
Uiteindelijk evolueerden de Walkuren in de populaire cultuur van lelijke heksen vooral tot schone maagden. Ze waren de diensters of dochters van Odin en droegen mooie harnassen met helmen en speren en zaten op paarden met vleugels.

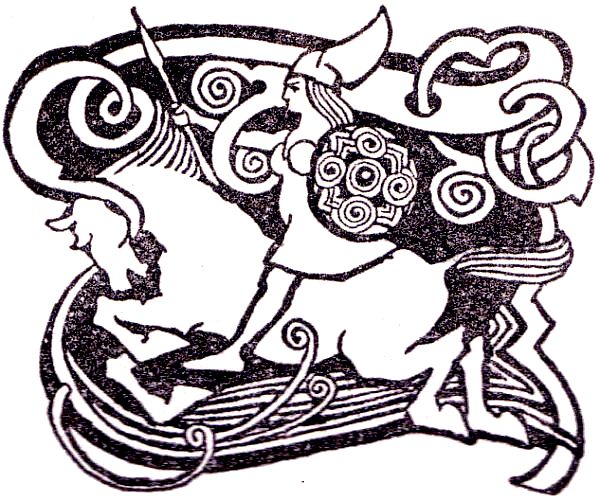
Walkure door Arthur Rackham

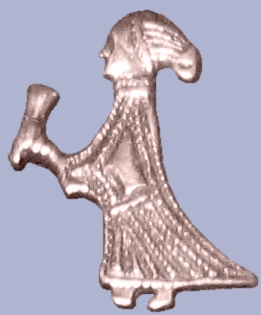
Figuur gevonden in Birka, Zweden

Hoewel de Walkuren regelmatig gezien worden als godinnen die zelf de wapens opnamen, streden ze zelf niet. Er zijn althans geen geschriften bekend waarin beschreven wordt dat Walkuren zelf deelnamen aan de strijd. Hun taak was het de slagvelden te bezoeken en de heldhaftigste (gedode) strijder te kiezen en hem mee te nemen naar het Walhalla. Alleen de dapperste krijgers werden uitgekozen en zij genoten een goed leven in het Walhalla tot de eindstrijd, de ragnarok. 
Het uitzoeken van de dappersten onder de krijgers was een vergeefse poging van Odin om de eindstrijd te winnen. Wanneer de Walkuren niet op zoek waren naar helden op het slagveld, hadden ze ook nog een andere taak. Zo bedienden zij de helden in het Walhalla.
Zolang de Walkuren maagd bleven, zouden ze onsterfelijk en onkwetsbaar blijven.
De weerkaatsing van hun harnassen veroorzaakte het poollicht.

## Etymologie
De naam Walkure vindt zijn oorsprong in het Duitse woord Walküre dat op zijn beurt weer is afgeleid van het Oudnoorse woord Valkyrja (meervoud: Valkyrjur), dat is samengesteld uit twee woorden; het zelfstandig naamwoord valr (gevallenen) en het werkwoord kjósa (kiezen). De Nederlandse woorden val en kiezen (de r is nog terug te vinden in uitverkoren) zijn er nog in te herkennen. Samengesteld betekent het (zij) die de gevallenen (van het slagveld) uitkiest of gevallen verkorene. Het Oudengelse woord Wælcyrge is verwant aan Valkyrja.

## Trivia
- Richard Wagner heeft een van de mythen van de Walkuren gebruikt in Der Ring des Nibelungen. In deze mythe is Brünnhilde een Walkure. De eerste dag van de Ring heet Die Walküre. (In de Proloog komt Brünnhilde niet ter sprake, hoewel Herda, de moeder van de Walküren daarin optreedt.) In het laatste deel van de opera verliest Brünhilde haar krachten als Walkure omdat ze Wotans bevel niet uitgevoerd heeft. In de derde opera in de rij Sigfried, komt ze alleen op het eind voor, wanneer Sigfried haar uit haar slaap wekt. Daarbij geeft hij haar De Ring. In de vierde opera, Götterdämmerung, is ze nog slechts een instrument van het lot. Wanneer Walhalla, de burcht van de goden, in vlammen opgaat, stuurt ze zich met haar paard op de brandstapel.
- Valkyrie, Engels voor Walkure, is een film over Operatie Walküre, een complot om Hitler te vermoorden, ongeveer negen maanden voor de Tweede Wereldoorlog eindigde. Operatie Walküre was genoemd naar Wagners opera.
- De North American XB-70 Valkyrie, een experimentele strategische bommenwerper van de United States Air Force uit de jaren zestig, was genoemd naar de Walkuren.